# Helicoconis (Ohmopteryx) pseudolutea
Helicoconis (Ohmopteryx) pseudolutea is een insect uit de familie van de dwerggaasvliegen (Coniopterygidae), die tot de orde netvleugeligen (Neuroptera) behoort. 
Helicoconis (Ohmopteryx) pseudolutea is voor het eerst wetenschappelijk beschreven door Ohm in 1965.